# دهه ۳۵۰ (میلادی)

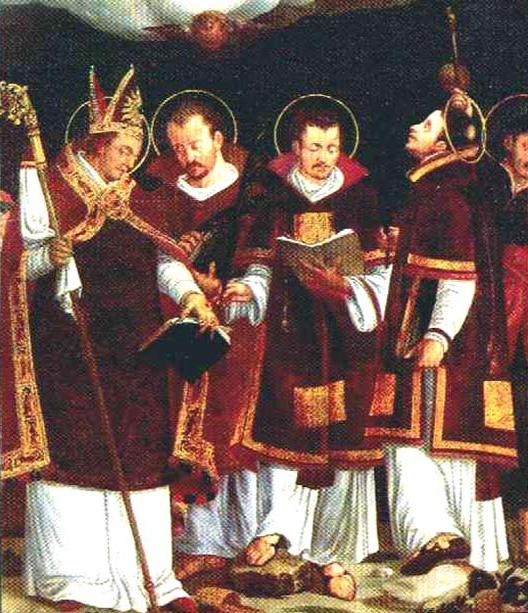
تصویری از دانشمندان دهه350قبل از میلاد.

دهه ۳۵۰ (میلادی) دهه سی و پنجم تقویم میلادی است.

## درگذشتگان
‎